# サンサーラ・ナーガ2
『サンサーラ・ナーガ2』 (Saṃsāra Nāga 2) は、1994年7月15日に日本のビクターエンタテインメントから発売されたスーパーファミコン用ロールプレイングゲーム。
ファミリーコンピュータ用ソフト『サンサーラ・ナーガ』（1990年）の続編。主人公を操作して、竜苑に火を放ち逃亡した天才竜使いである「少女アムリタ」を追求するため「カーラチャクラ」と呼ばれる世界を冒険する事を目的としている。
開発はアドバンス・コミュニケーションが行い、スタッフは前作から引き続き、監督・原作は押井守、脚本・原作は伊藤和典、音楽は川井憲次、キャラクター・デザインは桜玉吉が担当している。本作発売時には抽選でプロモーション用に製作されたビデオが配布された。アニメ制作はプロダクション・アイジー。
後に本作と前作のリメイク作品として、ゲームボーイアドバンス用ソフト『サンサーラナーガ1×2』（2001年）が発売された。

## 概要
前作の物語の不親切さ・遊びにくさを反省した伊藤が打ち出したコンセプトとして、「自分が参加できるアニメーション作品みたいなゲーム」を目指し、前作では容量と製作機械の制限で実現できなかった多くのアイディアを実現させた。ワールドマップだけでも、前作の8倍の広さを出している。
押井は「ゲームは映画やアニメとはテンポが全く違う。なぜここで進行が滞るのか、さっぱりわからなかった」「マップを描いたり、モンスターを一緒に考えたりしていた時が楽しかった」「総合的に直接ゲーム作りに関わるのは難しい。ゲームは遊ぶ側に回った方が得」「映画以外にゲームの世界を知ったのは、今でも良かったと思っている」と振り返っている。

## ゲーム内容
前作からの変更点
- 前作では「メーザーほう」などの一部の武器のみ使用回数に制限があったが、本作（スーパーファミコン版）では一部の武器を除き全ての武器・防具に使用回数制限がある。
- 「はらたま」でスタンプカードが導入され、ポイントを貯めると貴重なアイテムと交換することができる。
- 竜が「マントラ」という、他のRPGでいう魔法のようなものを使えるようになった。
- 前作では育てる竜は1匹だったが、本作では白竜+仔竜2匹の計3匹の竜を育てる。仔竜は異なる特徴を備えた青（蒼）、赤（紅）、緑からそれぞれ選ぶことができる。
  - 白竜（セト）
親竜。高い戦闘力に加え、マントラによる回復もこなす万能型。
  - 蒼竜（ニロ）
勇敢で力も強いが、ブレスやマントラといった特殊攻撃は使えない。
  - 紅竜（ラト）
マントラは使えないが、ブレスを吐くことができる。
  - 緑竜（ハリヨ）
気が弱く成長も遅いが、白竜以外で唯一マントラを使うことができる。
  - 黒竜（カロ）
前作に登場していた黒竜は、今作では成長して変化することはないが、ストーリー上では登場する。

その他
- ゲームをクリアし、エンディングの最後の「SEE YOU AGAIN!」という文字が表示されると、1番目のセーブデータが消去されてしまう。これはバグではなく、ゲームのテーマになぞらえた演出なのだが、 2番目のセーブデータでプレイしていても1番目が消えてしまう。

## 設定

### ストーリー
ある日、「竜使い」のギルド「竜苑」の前に、竜の卵を抱いた赤ん坊（性別は任意だが、以降便宜上「主人公」と表現する）が捨てられていた。
赤ん坊は竜苑で育てられ成長していったが、抱えていた卵は一向に孵らなかった。
人々は主人公を嘲笑っていたが、天才竜使いアムリタだけは主人公に理解を示し、主人公はアムリタと心を通わせるようになった。
ところがある日、アムリタは突然竜苑に火を放ち、自らの竜と共に8つの階層から成る世界を上へと逃亡していった。
直後、ついに主人公の抱えていた竜の卵が孵った。産まれてきたのは人々が見たこともない、1000年に1度だけ産まれる、生まれながらにして完全に人語を解するという真っ白な竜。
竜苑は主人公に、反逆者となったアムリタを追うよう使命を与えた。主人公は孵ったばかりの白い竜と共に、階層世界へと旅立つ。

### 舞台
ゲーム中の世界はシュメールという柱を中心に8つの大地が積み重なる階層世界カーラチャクラである。
以下の8つの大地それぞれが更に8つずつに分かれている。
ブールローカ
竜苑、ムシュフシュ地方、ブールの市場、プリー地方、ナーガ霊園、山岳地方、オス竜の巣、ナーガ神殿
ブヴァルローカ
ラサ地方、アルタのマーケット、スッカラ地方、アルタ総合病院、ギルド・ブヴァルローカ支部、シュシュカの廃墟、ルズの泉、シバの神殿
スヴァルローカ
スヴァルローカ、シシラの洞窟、アスラのダンジョン、ギルド・スヴァルローカ支部、アスラの洞窟、カンカーラの町、ダルマチャクラのカルデラ、アスラの神殿
マハルローカ
マハルローカ、雨の草原、マカラ環礁、ギルド・マハルローカ支部、雨の水門、スッカラ地方、温泉世界ラドン、ルドラの神殿
ジャナローカ
風鳴りの谷、浮遊大陸、風の迷宮、ギルド・ジャナローカ支部、空中庭園・地下、空中庭園、雲海、マルトの神殿
タボーローカ
グランバザール、コロシアム、ブランダラ地方、ギルド・タボーローカ支部、王宮、スッカラ地方、王宮別館、ガネーシャの神殿
サティヤローカ
スッカラ地方
アローカ
竜の巣、偶像の間、ミノタウロスの迷宮、扉の迷宮、タオの迷宮、トラップの迷宮、道程の迷宮、黄昏の広間、カオスドラゴンの広間

## 他機種版
| No. | タイトル                            | 発売日         | 対応機種               | 開発元 | 発売元                     | メディア                 | 型式         | 備考   | Ref.  |
| --- | ----------------------------------- | -------------- | ---------------------- | ------ | -------------------------- | ------------------------ | ------------ | ------ | ----- |
| 1   | サンサーラナーガ1×2                 | 2001年12月14日 | ゲームボーイアドバンス |        | ビクターインタラクティブ   | 64メガビットロムカセット | AGB-ASNJ-JPN |        | [ 5 ] |
| 2   | サンサーラナーガ1×2 Best Collection | 2006年2月16日  | ゲームボーイアドバンス |        | マーベラスインタラクティブ | 64メガビットロムカセット | AGB-P-ASNJ   | 廉価版 |       |

## スタッフ
- 監督：押井守
- 脚本：伊藤和典
- キャラクター・デザイン、マニュアル・パッケージイラスト：桜玉吉
- 音楽：川井憲次
- 原作：押井守、伊藤和典
- ゲーム・デザイン：永井努、柿之本ゆう
- プログラム
  - システム・パート：松木善勝
  - バトル・パート：山木光人
  - スクリプト：いちやまたまき
- グラフィック：はせがわひろあき、横浦優、太田大雅、濱坂真一郎、いまいなおき
- バトル・マスター：くぼひでき
- 音楽マニピュレーター：蓮谷通治
- 効果音：橋本彦士
- アドバイザー：笠倉堅之、ささきりょう
- セールス・クルー：立石龍男、下田竜矢、西沢俊志、酒井武志、うちだやえ、まつおかしゅうざぶろう
- セールス・ディレクター：河村利道
- プロモーション・クルー：南幸樹、前谷格、飯野桂
- プロモーション・ディレクター：新井克巳
- マップ・イラスト：なりたにみほこ
- テクニカル・ディレクター：岩沢慶明
- アシスタント・ディレクター：遠藤泰
- スーパーバイザー：岡部敦
- エグゼクティブ・プロデューサー：小森治信
- スペシャル・サンクス：仙田勇、K3レーシングサービス、ALLO・JIRO YOSHIOKA
- コントロール：吉岡賢

## 評価
ゲーム誌『ファミコン通信』の「クロスレビュー」では、7・6・5・5の合計23点（満40点）、『ファミリーコンピュータMagazine』の読者投票による「ゲーム通信簿」での評価は以下の通り、22.7点（満30点）となっている。
| 項目 | キャラクタ | 音楽 | お買得度 | 操作性 | 熱中度 | オリジナリティ | 総合 |
| 得点 | 4.2        | 3.7  | 3.6      | 3.6    | 3.8    | 3.9            | 22.7 |

## 関連商品
- 『サンサーラ・ナーガ2必勝攻略法』（攻略本）
- 『サンサーラ・ナーガ2イメージアルバム』（サウンドトラック）
- 『メイキング・オブ・サンサーラワールド』（メイキングブック）
- 『サンサーラ・ナーガ1＆2 サウンドトラックス』（サウンドトラック）